# Dayton (Idaho)
Pour les articles homonymes, voir Dayton.
Dayton est une ville des États-Unis située dans le comté de Franklin, dans l’État de l’Idaho.

## Démographie
| 1920 | 1930 | 1940 | 1950 | 1960 | 1970 |
| ---- | ---- | ---- | ---- | ---- | ---- |
| 225  | 271  | 364  | 287  | 212  | 198  |

| 1980 | 1990 | 2000 | 2010 | - | - |
| ---- | ---- | ---- | ---- | - | - |
| 368  | 357  | 444  | 463  | - | - |

Au recensement de 2010, sa population était de 463 habitants.

## Source
- (en) Cet article est partiellement ou en totalité issu de l’article de Wikipédia en anglais intitulé « Dayton, Idaho » (voir la liste des auteurs).